# سامسونگ ئی۱۱۰۷
سامسونگ ای۱۱۰۷ یک‌نمونه از گوشی‌های تلفن همراه سری E شرکت سامسونگ می باشد که توسط همین شرکت به بازار عرضه شده‌است.